# Selección de fútbol sub-23 de Ecuador
La selección de fútbol sub-23 de Ecuador es el representativo del país en las competencias oficiales de fútbol de su categoría. Su organización está a cargo de la Federación Ecuatoriana de Fútbol, la cual es miembro de la Conmebol. Desde 1960 hasta 2004 disputó el Torneo Preolímpico Sudamericano Sub-23, debido a que el Campeonato Sudamericano Sub-20 lo reemplazó como método de clasificación para los Juegos Olímpicos hasta 2015, regresando el Preolímpico Sub-23 en 2020.
No registra participaciones en los Juegos Olímpicos como selección sub-23.

## Historial
En toda la historia de la selección ecuatoriana no se ha podido clasificar a los Juegos Olímpicos.

## Últimos partidos y próximos encuentros
|   | N.º | Fecha                   | Escenario                  | Lugar        | Local     | Resultado | Visitante | Competición               |
| - | --- | ----------------------- | -------------------------- | ------------ | --------- | --------- | --------- | ------------------------- |
| G | 1   | 11 de diciembre de 2023 | Complejo Diego A. Maradona | Buenos Aires | Paraguay  | 2:5       | Ecuador   | Amistoso internacional    |
| P | 2   | 14 de diciembre de 2023 | Estadio Ciudad de Caseros  | Caseros      | Argentina | 3:0       | Ecuador   | Amistoso internacional    |
| P | 3   | 15 de diciembre de 2023 | Complejo Diego A. Maradona | Buenos Aires | Paraguay  | 1:0       | Ecuador   | Amistoso internacional    |
| P | 4   | 17 de diciembre de 2023 | Complejo Ezeiza            | Buenos Aires | Argentina | 2:0       | Ecuador   | Amistoso internacional    |
| P | 5   | 14 de enero de 2024     | Casa de la Selección       | Quito        | Ecuador   | 1:2       | Imbabura  | Amistoso                  |
| G | 6   | 20 de enero de 2024     | Estadio Brígido Iriarte    | Caracas      | Ecuador   | 3:0       | Colombia  | Conmebol Preolímpico 2024 |
| E | 7   | 23 de enero de 2024     | Estadio Brígido Iriarte    | Caracas      | Ecuador   | 1:1       | Venezuela | Conmebol Preolímpico 2024 |
| G | 8   | 26 de enero de 2024     | Estadio Brígido Iriarte    | Caracas      | Bolivia   | 0:2       | Ecuador   | Conmebol Preolímpico 2024 |
| P | 9   | 29 de enero de 2024     | Estadio Brígido Iriarte    | Caracas      | Brasil    | 2:1       | Ecuador   | Conmebol Preolímpico 2024 |

## Jugadores

### Última convocatoria
- Los 23 jugadores convocados por el técnico para disputar el Torneo Preolímpico 2024 en Venezuela.[1][2][3]

| N.º | Nombre              | Posición      | Edad    | Club                      |
| --- | ------------------- | ------------- | ------- | ------------------------- |
| 1   | Cristhian Loor      | Portero       | 17 años | Independiente del Valle   |
| 12  | Gilmar Napa         | Portero       | 20 años | C. S. Emelec              |
| 22  | Alexis Villa        | Portero       | 22 años | Independiente del Valle   |
| 2   | Óscar Quiñónez      | Defensa       | 22 años | Orense S. C.              |
| 3   | Christian García    | Defensa       | 19 años | Independiente del Valle   |
| 4   | Álex Rangel         | Defensa       | 21 años | Técnico Universitario     |
| 6   | Layan Loor          | Defensa       | 22 años | Universidad Católica      |
| 13  | Joshué Quiñónez     | Defensa       | 22 años | Barcelona S. C.           |
| 21  | Ronald Perlaza      | Defensa       | 18 años | S. D. Aucas               |
| 23  | Maikel Reyes        | Defensa       | 20 años | Delfín S. C.              |
| 5   | Erick Plúas         | Mediocampista | 21 años | Orense S. C.              |
| 8   | Patrik Mercado      | Mediocampista | 20 años | Independiente del Valle   |
| 10  | Pedro Vite          | Mediocampista | 21 años | Vancouver Whitecaps F. C. |
| 14  | Carlos Sánchez      | Mediocampista | 22 años | Independiente del Valle   |
| 15  | Ronny Borja         | Mediocampista | 18 años | C. D. El Nacional         |
| 18  | Youri Ochoa         | Mediocampista | 18 años | Independiente del Valle   |
| 20  | Andrew Draper       | Mediocampista | 22 años | Sporting Kansas City II   |
| 7   | Yaimar Medina       | Delantero     | 19 años | Independiente del Valle   |
| 9   | Justin Cuero        | Delantero     | 19 años | F. C. Oremburgo           |
| 11  | John Mercado        | Delantero     | 21 años | A. V. S. Futebol S. A. D. |
| 16  | Allen Obando        | Delantero     | 17 años | Barcelona S. C.           |
| 17  | Júnior Ayoví        | Delantero     | 22 años | Guayaquil City F. C.      |
| 19  | Cristhoper Zambrano | Delantero     | 19 años | S. D. Aucas               |

- Jugador que se encuentra en fase de recuperación, por algún tipo de lesión: grave o leve.
- Jugador capitán en el último partido oficial de la selección ecuatoriana.
- Los jugadores tienen que haber nacido a partir del 1 de enero de 2001.[4]

## Estadísticas

### Juegos Olímpicos
| Edición             | Ronda                                                     | Posición                                                  | PJ                                                        | PG                                                        | PE                                                        | PP                                                        | GF                                                        | GC                                                        | Dif                                                       | Selección                                                 |
| ------------------- | --------------------------------------------------------- | --------------------------------------------------------- | --------------------------------------------------------- | --------------------------------------------------------- | --------------------------------------------------------- | --------------------------------------------------------- | --------------------------------------------------------- | --------------------------------------------------------- | --------------------------------------------------------- | --------------------------------------------------------- |
| Atenas 1896         | No hubo competición de fútbol                             | No hubo competición de fútbol                             | No hubo competición de fútbol                             | No hubo competición de fútbol                             | No hubo competición de fútbol                             | No hubo competición de fútbol                             | No hubo competición de fútbol                             | No hubo competición de fútbol                             | No hubo competición de fútbol                             | No hubo competición de fútbol                             |
| París 1900          | En 1900 y 1904 los Juegos Olímpicos los disputaron clubes | En 1900 y 1904 los Juegos Olímpicos los disputaron clubes | En 1900 y 1904 los Juegos Olímpicos los disputaron clubes | En 1900 y 1904 los Juegos Olímpicos los disputaron clubes | En 1900 y 1904 los Juegos Olímpicos los disputaron clubes | En 1900 y 1904 los Juegos Olímpicos los disputaron clubes | En 1900 y 1904 los Juegos Olímpicos los disputaron clubes | En 1900 y 1904 los Juegos Olímpicos los disputaron clubes | En 1900 y 1904 los Juegos Olímpicos los disputaron clubes | En 1900 y 1904 los Juegos Olímpicos los disputaron clubes |
| St. Louis 1904      | En 1900 y 1904 los Juegos Olímpicos los disputaron clubes | En 1900 y 1904 los Juegos Olímpicos los disputaron clubes | En 1900 y 1904 los Juegos Olímpicos los disputaron clubes | En 1900 y 1904 los Juegos Olímpicos los disputaron clubes | En 1900 y 1904 los Juegos Olímpicos los disputaron clubes | En 1900 y 1904 los Juegos Olímpicos los disputaron clubes | En 1900 y 1904 los Juegos Olímpicos los disputaron clubes | En 1900 y 1904 los Juegos Olímpicos los disputaron clubes | En 1900 y 1904 los Juegos Olímpicos los disputaron clubes | En 1900 y 1904 los Juegos Olímpicos los disputaron clubes |
| Londres 1908        | Sin participación                                         | Sin participación                                         | Sin participación                                         | Sin participación                                         | Sin participación                                         | Sin participación                                         | Sin participación                                         | Sin participación                                         | Sin participación                                         | Sin participación                                         |
| Estocolmo 1912      | Sin participación                                         | Sin participación                                         | Sin participación                                         | Sin participación                                         | Sin participación                                         | Sin participación                                         | Sin participación                                         | Sin participación                                         | Sin participación                                         | Sin participación                                         |
| Amberes 1920        | Sin participación                                         | Sin participación                                         | Sin participación                                         | Sin participación                                         | Sin participación                                         | Sin participación                                         | Sin participación                                         | Sin participación                                         | Sin participación                                         | Sin participación                                         |
| París 1924          | Sin participación                                         | Sin participación                                         | Sin participación                                         | Sin participación                                         | Sin participación                                         | Sin participación                                         | Sin participación                                         | Sin participación                                         | Sin participación                                         | Sin participación                                         |
| Ámsterdam 1928      | Sin participación                                         | Sin participación                                         | Sin participación                                         | Sin participación                                         | Sin participación                                         | Sin participación                                         | Sin participación                                         | Sin participación                                         | Sin participación                                         | Sin participación                                         |
| Los Ángeles 1932    | No hubo competición de fútbol                             | No hubo competición de fútbol                             | No hubo competición de fútbol                             | No hubo competición de fútbol                             | No hubo competición de fútbol                             | No hubo competición de fútbol                             | No hubo competición de fútbol                             | No hubo competición de fútbol                             | No hubo competición de fútbol                             | No hubo competición de fútbol                             |
| Berlín 1936         | Sin participación                                         | Sin participación                                         | Sin participación                                         | Sin participación                                         | Sin participación                                         | Sin participación                                         | Sin participación                                         | Sin participación                                         | Sin participación                                         | Sin participación                                         |
| Londres 1948        | Sin participación                                         | Sin participación                                         | Sin participación                                         | Sin participación                                         | Sin participación                                         | Sin participación                                         | Sin participación                                         | Sin participación                                         | Sin participación                                         | Sin participación                                         |
| Helsinki 1952       | Sin participación                                         | Sin participación                                         | Sin participación                                         | Sin participación                                         | Sin participación                                         | Sin participación                                         | Sin participación                                         | Sin participación                                         | Sin participación                                         | Sin participación                                         |
| Melbourne 1956      | Sin participación                                         | Sin participación                                         | Sin participación                                         | Sin participación                                         | Sin participación                                         | Sin participación                                         | Sin participación                                         | Sin participación                                         | Sin participación                                         | Sin participación                                         |
| Roma 1960           | No clasificó                                              | No clasificó                                              | No clasificó                                              | No clasificó                                              | No clasificó                                              | No clasificó                                              | No clasificó                                              | No clasificó                                              | No clasificó                                              | No clasificó                                              |
| Tokio 1964          | No clasificó                                              | No clasificó                                              | No clasificó                                              | No clasificó                                              | No clasificó                                              | No clasificó                                              | No clasificó                                              | No clasificó                                              | No clasificó                                              | No clasificó                                              |
| México 1968         | No clasificó                                              | No clasificó                                              | No clasificó                                              | No clasificó                                              | No clasificó                                              | No clasificó                                              | No clasificó                                              | No clasificó                                              | No clasificó                                              | No clasificó                                              |
| Múnich 1972         | No clasificó                                              | No clasificó                                              | No clasificó                                              | No clasificó                                              | No clasificó                                              | No clasificó                                              | No clasificó                                              | No clasificó                                              | No clasificó                                              | No clasificó                                              |
| Montreal 1976       | No clasificó                                              | No clasificó                                              | No clasificó                                              | No clasificó                                              | No clasificó                                              | No clasificó                                              | No clasificó                                              | No clasificó                                              | No clasificó                                              | No clasificó                                              |
| Moscú 1980          | No clasificó                                              | No clasificó                                              | No clasificó                                              | No clasificó                                              | No clasificó                                              | No clasificó                                              | No clasificó                                              | No clasificó                                              | No clasificó                                              | No clasificó                                              |
| Los Ángeles 1984    | No clasificó                                              | No clasificó                                              | No clasificó                                              | No clasificó                                              | No clasificó                                              | No clasificó                                              | No clasificó                                              | No clasificó                                              | No clasificó                                              | No clasificó                                              |
| Seúl 1988           | No clasificó                                              | No clasificó                                              | No clasificó                                              | No clasificó                                              | No clasificó                                              | No clasificó                                              | No clasificó                                              | No clasificó                                              | No clasificó                                              | No clasificó                                              |
| Barcelona 1992      | No clasificó                                              | No clasificó                                              | No clasificó                                              | No clasificó                                              | No clasificó                                              | No clasificó                                              | No clasificó                                              | No clasificó                                              | No clasificó                                              | No clasificó                                              |
| Atlanta 1996        | No clasificó                                              | No clasificó                                              | No clasificó                                              | No clasificó                                              | No clasificó                                              | No clasificó                                              | No clasificó                                              | No clasificó                                              | No clasificó                                              | No clasificó                                              |
| Sídney 2000         | No clasificó                                              | No clasificó                                              | No clasificó                                              | No clasificó                                              | No clasificó                                              | No clasificó                                              | No clasificó                                              | No clasificó                                              | No clasificó                                              | No clasificó                                              |
| Atenas 2004         | No clasificó                                              | No clasificó                                              | No clasificó                                              | No clasificó                                              | No clasificó                                              | No clasificó                                              | No clasificó                                              | No clasificó                                              | No clasificó                                              | No clasificó                                              |
| Pekín 2008          | No clasificó                                              | No clasificó                                              | No clasificó                                              | No clasificó                                              | No clasificó                                              | No clasificó                                              | No clasificó                                              | No clasificó                                              | No clasificó                                              | No clasificó                                              |
| Londres 2012        | No clasificó                                              | No clasificó                                              | No clasificó                                              | No clasificó                                              | No clasificó                                              | No clasificó                                              | No clasificó                                              | No clasificó                                              | No clasificó                                              | No clasificó                                              |
| Río de Janeiro 2016 | No clasificó                                              | No clasificó                                              | No clasificó                                              | No clasificó                                              | No clasificó                                              | No clasificó                                              | No clasificó                                              | No clasificó                                              | No clasificó                                              | No clasificó                                              |
| Tokio 2020          | No clasificó                                              | No clasificó                                              | No clasificó                                              | No clasificó                                              | No clasificó                                              | No clasificó                                              | No clasificó                                              | No clasificó                                              | No clasificó                                              | No clasificó                                              |
| París 2024          | No clasificó                                              | No clasificó                                              | No clasificó                                              | No clasificó                                              | No clasificó                                              | No clasificó                                              | No clasificó                                              | No clasificó                                              | No clasificó                                              | No clasificó                                              |
| Total               | 0/17                                                      | -.°                                                       | 0                                                         | 0                                                         | 0                                                         | 0                                                         | 0                                                         | 0                                                         | 0                                                         | Sub-23                                                    |

### Torneo Preolímpico Sudamericano
En 1960, se jugó el primer Preolímpico Sudamericano Sub-23. La competencia servía como Clasificatoria Sudamericana para los Juegos Olímpicos, que es llevada a cabo cada 4 años desde 1900. Desde 2007, dejó de disputarse debido a que el Campeonato Sudamericano Sub-20 lo reemplazó como método de clasificación para los Juegos Olímpicos. Dicho campeonato otorga dos plazas a la competencia olímpica. Para 2020 el preolímpico volvió a disputarse.
| Edición | Ronda                          | Posición                       | PJ                             | PG                             | PE                             | PP                             | GF                             | GC                             | Dif                            |
| ------- | ------------------------------ | ------------------------------ | ------------------------------ | ------------------------------ | ------------------------------ | ------------------------------ | ------------------------------ | ------------------------------ | ------------------------------ |
| 1960    | No participó                   | No participó                   | No participó                   | No participó                   | No participó                   | No participó                   | No participó                   | No participó                   | No participó                   |
| 1964    | Primera fase                   | 7.°                            | 5                              | 0                              | 2                              | 3                              | 4                              | 10                             | -6                             |
| 1968    | Primera fase                   | 7.°                            | 3                              | 0                              | 1                              | 2                              | 1                              | 4                              | -3                             |
| 1972    | Primera fase                   | 8.°                            | 4                              | 0                              | 3                              | 1                              | 4                              | 5                              | -1                             |
| 1976    | No participó                   | No participó                   | No participó                   | No participó                   | No participó                   | No participó                   | No participó                   | No participó                   | No participó                   |
| 1980    | No participó                   | No participó                   | No participó                   | No participó                   | No participó                   | No participó                   | No participó                   | No participó                   | No participó                   |
| 1984    | Cuarto lugar                   | 4.°                            | 5                              | 2                              | 1                              | 2                              | 6                              | 6                              | 0                              |
| 1987    | Primera fase                   | 8.°                            | 4                              | 1                              | 1                              | 2                              | 2                              | 3                              | -1                             |
| 1992    | Cuarto lugar                   | 4.°                            | 7                              | 3                              | 1                              | 3                              | 12                             | 6                              | 6                              |
| 1996    | Primera fase                   | 10.°                           | 4                              | 0                              | 1                              | 3                              | 7                              | 13                             | -6                             |
| 2000    | Primera fase                   | 9.°                            | 4                              | 0                              | 0                              | 4                              | 5                              | 12                             | -7                             |
| 2004    | Repechaje                      | 5.°                            | 5                              | 3                              | 1                              | 1                              | 10                             | 9                              | 1                              |
| 2007    | Campeonato Sudamericano Sub-20 | Campeonato Sudamericano Sub-20 | Campeonato Sudamericano Sub-20 | Campeonato Sudamericano Sub-20 | Campeonato Sudamericano Sub-20 | Campeonato Sudamericano Sub-20 | Campeonato Sudamericano Sub-20 | Campeonato Sudamericano Sub-20 | Campeonato Sudamericano Sub-20 |
| 2011    | Campeonato Sudamericano Sub-20 | Campeonato Sudamericano Sub-20 | Campeonato Sudamericano Sub-20 | Campeonato Sudamericano Sub-20 | Campeonato Sudamericano Sub-20 | Campeonato Sudamericano Sub-20 | Campeonato Sudamericano Sub-20 | Campeonato Sudamericano Sub-20 | Campeonato Sudamericano Sub-20 |
| 2015    | Campeonato Sudamericano Sub-20 | Campeonato Sudamericano Sub-20 | Campeonato Sudamericano Sub-20 | Campeonato Sudamericano Sub-20 | Campeonato Sudamericano Sub-20 | Campeonato Sudamericano Sub-20 | Campeonato Sudamericano Sub-20 | Campeonato Sudamericano Sub-20 | Campeonato Sudamericano Sub-20 |
| 2020    | Primera fase                   | 10.°                           | 4                              | 0                              | 0                              | 4                              | 0                              | 9                              | -9                             |
| 2024    | Primera fase                   | 5.°                            | 4                              | 2                              | 1                              | 1                              | 7                              | 3                              | +4                             |
| Total   | 11/13                          | 9.°                            | 49                             | 11                             | 12                             | 26                             | 58                             | 80                             | -22                            |

### Copa de las Américas Sub-23
| Edición       | Ronda        | Posición | PJ | PG | PE | PP | GF | GC | DIF |
| ------------- | ------------ | -------- | -- | -- | -- | -- | -- | -- | --- |
| Colombia 1994 | Cuarto lugar | 4.º      | 4  | 2  | 0  | 2  | 1  | 8  | -7  |
| Total         |              | 4.º      | 4  | 2  | 0  | 2  | 1  | 8  | -7  |

## Palmarés

### Torneos Oficiales Preolímpico Sub-23
| Competición          | Campeón | Subcampeón | Tercer lugar | Cuarto lugar   |
| -------------------- | ------- | ---------- | ------------ | -------------- |
| Olímpicos            |         |            |              |                |
| Preolímpico          |         |            |              | 2 (1984, 1992) |
| Copa de las Américas |         |            |              | 1 (1994)       |